# Янішево (Ліпновський повіт)
Янішево (пол. Janiszewo, нім. Jahnsboden) — село в Польщі, у гміні Хростково Ліпновського повіту Куявсько-Поморського воєводства.
Населення — 236 осіб (2011).
У 1975-1998 роках село належало до Влоцлавського воєводства.

## Демографія
Демографічна структура станом на 31 березня 2011 року:
|          | Загалом | Допрацездатний вік | Працездатний вік | Постпрацездатний вік |
| -------- | ------- | ------------------ | ---------------- | -------------------- |
| Чоловіки | 115     | 35                 | 70               | 10                   |
| Жінки    | 121     | 33                 | 65               | 23                   |
| Разом    | 236     | 68                 | 135              | 33                   |